# Leonardo: The Absolute Man
Leonardo: The Absolute Man è un concept album rock progressivo sulla vita di Leonardo Da Vinci, ideato e prodotto dal leader dei Magellan Trent Gardner, che si avvalse di importanti collaborazioni del panorama quali James LaBrie (voce dei Dream Theater), Steve Walsh (ex voce e tastierista dei Kansas) e Terry Brown (produttore dei Rush).
Il disco fu pubblicato il 24 luglio 2001 dalla Magna Carta.

## Tracce
1. Apparition – 5:42
2. Aria For Italy – 0:49
3. With Father – 1:48
4. Reins Of Tuscan – 5:49
5. Reproach – 1:11
6. Mona Lisa – 7:11
7. Il Divino – 3:22
8. Inundation – 1:07
9. Apprentice – 6:56
10. First Commission – 3:47
11. Mother Of God – 1:06
12. This Time, This Way – 6:05
13. Inventions – 5:13
14. Shaping The Invisible – 4:54
15. Introduction To Francois I – 1:20
16. Heart Of France – 5:57
17. Sacrament – 1:11
18. End of a World – 2:12

## Formazione

### Musicisti
- Trent Gardner, tastiere e trombone
- Wayne Gardner, chitarra
- Jeremy Colson, batteria
- Patrick Reyes, chitarra
- Steve Reyes, basso

### Vocalist
- James LaBrie nella parte di Leonardo da Vinci
- Michelle Young nella parte di Caterina Sforza
- Davey Pattison nella parte di Senior Pierro da Vinci
- Josh Pincus nella parte di Lorenzo de Medici
- Lisa Bouchelle nella parte di Monna Lisa
- Mike Baker nella parte di Francesco Melzi
- Trent Gardner nella parte di Andrea del Verrocchio
- Robert Berry nella parte di Salai
- Steve Walsh nella parte di Calco
- Chris Shryack nella parte di Storza
- Bret Douglas nella parte di Francais I

### Apparizioni
- Joe Franco, batteria e percussioni nelle tracce 1 e 12
- Luis Maldonaldo, chitarra e basso nella traccia 12